# Neumarkt (Włochy)
Neumarkt (wł. Egna) – miejscowość i gmina we Włoszech, w regionie Trydent-Górna Adyga, w prowincji Bolzano.
Liczba mieszkańców gminy wynosiła 4926 (dane z roku 2009). Język niemiecki jest językiem ojczystym dla 61,65%, włoski dla 37,97%, a ladyński dla 0,37% mieszkańców (2001).